# Oscar Loya
Oscar Loya (Indio, California, 12 de junio de 1979) es un cantante estadounidense. Ha actuado en musicales de Broadway. Actualmente vive en Múnich, Alemania.

## Vida
Tras trabajar brevemente como diseñador de moda y estilista, se trasladó en 2003 a la ciudad de Nueva York y actuó allí en musicales, trabajando también en Hong Kong, Taiwán, Peking y Viena.
En Múnich estrenó en 2004 West Side Story, conociendo allí a su compañero sentimental. En 2006 se trasladó a vivir a Múnich.
Desde octubre de 2012 hasta junio de 2013 Loya desempeñó el papel principal en la Revue SHOW ME en el Friedrichstadt-Palast de Berlín.

## Eurovisión
Loya representó a Alemania en el Festival de la Canción de Eurovisión 2009, el 16 de mayo, en Moscú, Rusia junto con el productor musical Alex Christensen con la canción Miss Kiss Kiss Bang. El nombre del grupo es «Alex Swings Oscar Sings!».

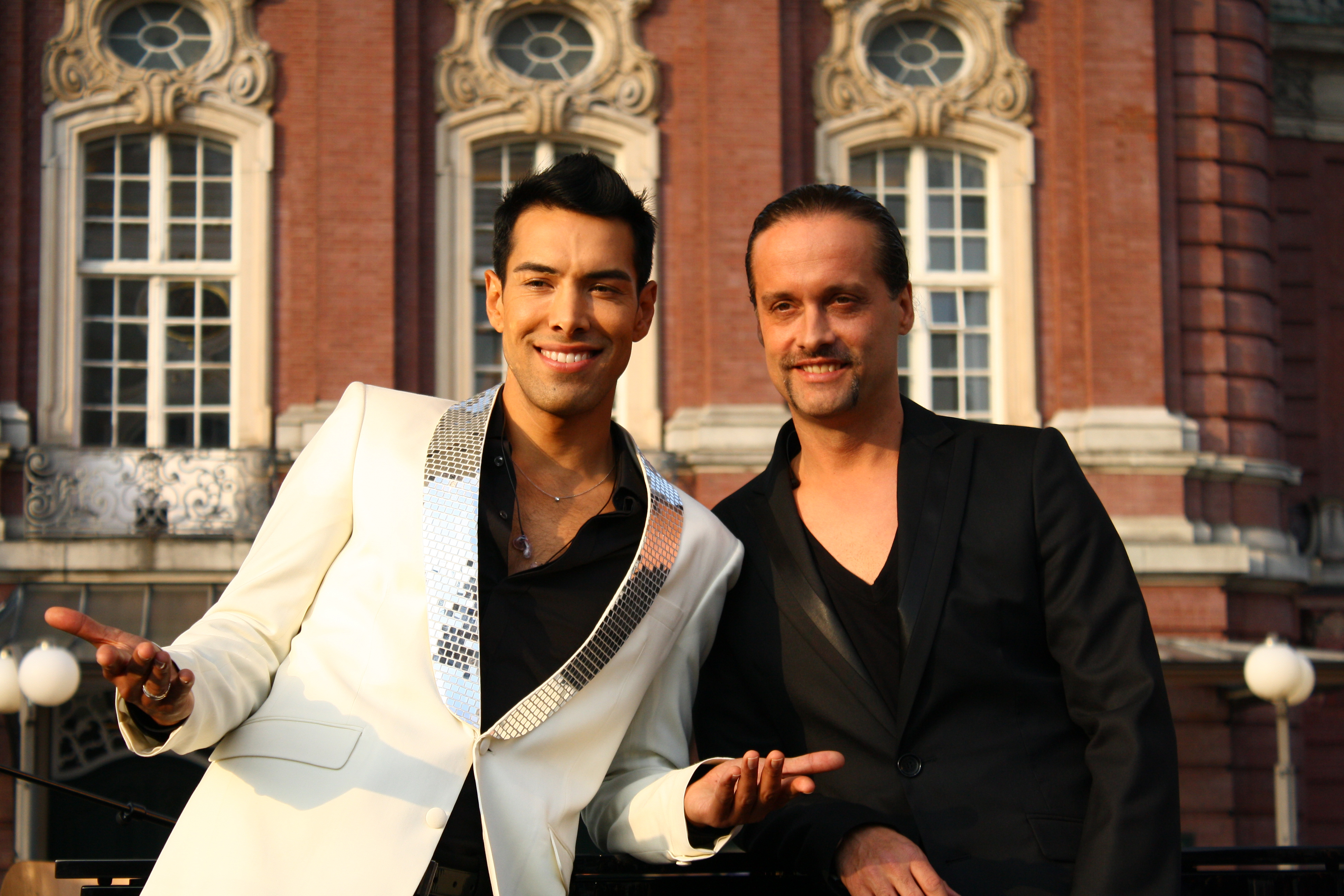
Oscar Loya junto a Alex Christensen, ambos miembros de Alex Swings Oscar Sings!, en mayo de 2009.

La canción fue presentada por primera vez en la Echoverleihung 2009, el 21 de febrero de 2009 en Berlín.
A partir de ese año Loya se concentra en su carrera en solitario y lanza su segundo álbum Beast en 2011, una colaboración entre Oscar y el productor de electropop Alek Sandar. El sencillo autoescrito y coproducido Learn Something New con Citrusonic Records se publicó en diciembre de 2012.
Desde octubre de 2012 hasta junio de 2013, Loya fue el protagonista de la revista SHOW ME en el Friedrichstadt-Palast de Berlín. 

## Discografía

### Álbumes
- 2009: Heart 4 Sale
- 2011: Beast
- 2018: Learn Something New (The Remixes)

### Singles
- 2009: Miss Kiss Kiss Bang
- 2012: Learn Something New
- 2019: Thank You for That
- 2019: Change Your Time
- 2019: Gracias a Dios[8]
- 2020: Make Space

| Predecesor: No Angels con "Disappear" | Alemania en el Festival de Eurovisión 2009 formando dúo con Alex Christensen | Sucesor: Lena Meyer-Landrut con "Satellite" |